# Babylon (Fernsehserie)
Babylon ist eine britische Fernsehserie mit Brit Marling und James Nesbitt in den Hauptrollen. Die Pilotfolge der Serie war am 24. Februar 2014 zu sehen, die Ausstrahlung der eigentlichen Serie begann am 13. November 2014.
Seit Mai 2016 ist die deutschsprachige Erstausstrahlung im WDR Fernsehen zu sehen.

## Inhalt
Die Serie folgt der PR-Managerin Liz Garvey (Brit Marling), einer US-Amerikanerin, die beauftragt wurde, den Ruf der Polizei von London aufzupolieren, nachdem dieser nach mehreren Zwischenfällen erheblichen Schaden genommen hat.

## Besetzung
- Brit Marling als Liz Garvey
- James Nesbitt als Richard Miller
- Bertie Carvel als Finn Kirkwood
- Ella Smith als Mia Conroy
- Paterson Joseph als Charles Inglis
- Jonny Sweet als Tom Oliver
- Nicola Walker als Sharon Franklin
- Jill Halfpenny als Davina
- Cavan Clerkin als Clarkey
- Owain Arthur als Nobbie
- Adam Deacon als Robbie
- Andrew Brooke als Banjo
- Stuart Martin als Tony
- Nick Blood als Warwick
- Daniel Kaluuya als Matt Coward
- Ralph Brown als Grant Delgado